# Tephrophilus
Tephrophilus is een monotypisch geslacht van zangvogels uit de familie Thraupidae (tangaren):
- Tephrophilus wetmorei  – Maskerbergtangare